# NGC 3161
NGC 3161 est une vaste* galaxie elliptique située dans la constellation du Petit Lion. NGC 3161 a été découverte par l'astronome français Guillaume Bigourdan en 1886.

## Caractéristiques
Sa vitesse par rapport au fond diffus cosmologique est de 6 550 ± 18 km/s, ce qui correspond à une distance de Hubble de 96,6 ± 6,8 Mpc (∼315 millions d'al).
Selon la base de données Simbad, NGC 3161 est une galaxie à noyau actif.
À ce jour, une mesure non basée sur le décalage vers le rouge (redshift) donne une distance d'environ 110,000 Mpc (∼359 millions d'al). Cette valeur est à l'extérieur mais compatible avec les valeurs de la distance de Hubble. Notons que c'est avec la valeur moyenne des mesures indépendantes, lorsqu'elles existent, que la base de données NASA/IPAC calcule le diamètre d'une galaxie et qu'en conséquence le diamètre de NGC 3161 pourrait être d'environ 58,7 kpc (∼191 000 al) si on utilisait la distance de Hubble pour le calculer. 

## Groupe de NGC 3158

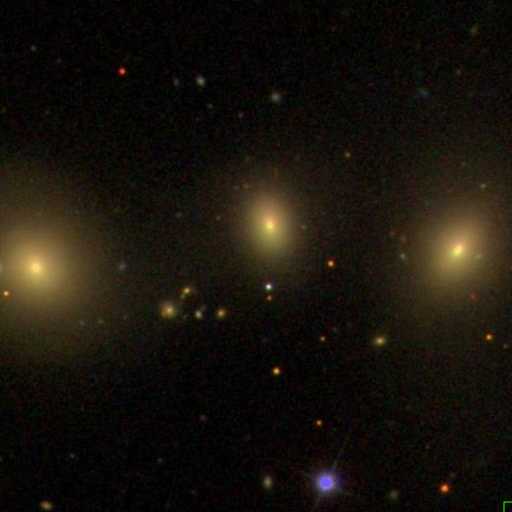
Les galaxies NGC 3159, NGC 3161 et NGC 3163 observées dans le cadre du Sloan Digital Sky Survey (Data Release 14). Image traitée via la plateforme SciServer.

La galaxie NGC 3161 forme une paire de galaxies avec NGC 3159. Cette paire de galaxie fait partie du groupe de NGC 3158 qui comprend aussi les galaxies NGC 3151, NGC 3152, NGC 3160 et NGC 3163.